# Un amour de grand-père
Un amour de grand-père (France) ou L'héritage (Québec) (Old Money) est le 17e épisode de la saison 2 de la série télévisée d'animation Les Simpson.

## Synopsis
Abraham tombe amoureux de Béatrice Simmons, une pensionnaire de la maison de retraite de Springfield.
Ils filent le parfait amour et Abraham prépare son anniversaire. Mais les Simpson l'emmènent de force à un safari discount dont ils ne reviennent que le lendemain, à cause d'une attaque de lions. En revenant à la maison de retraite, Abe apprend la mort de Béatrice. Après l'enterrement, il rompt les ponts avec Homer et apprend que Béatrice lui a légué 160 000 $. Mais il n'arrive pas à profiter de cet argent et décide de l'offrir à une personne qui en aura le plus besoin…